# La Serreta (Baix Pallars)
La Serreta és una serra situada al municipi de Baix Pallars a la comarca del Pallars Sobirà, amb una elevació màxima de 1.450 metres.